# Sea Slug
«Си слаг» (англ. Seaslug, /siː slʌɡ/, — «морская болванка»; в период своей разработки ракетный комплекс имел наименование «проект 502» — англ. Project 502) — британский корабельный зенитный ракетный комплекс. Состоял на вооружении британских эсминцев УРО типа «Каунти». Применялся в ходе Фолклендской войны.

## История
Программа научно-исследовательских и опытно-конструкторских работ была начата в 1949 году. Уровень секретности проекта был беспрецедентным для британского ракетостроения, само название ЗРК — «Си слаг» — было оглашено публике только в апреле 1957 года, через восемь лет после начала программы НИОКР по случайности, — адмиралом ВМС США Арли Бёрком во время его выступления перед британской общественностью в резиденции Лорд-мэра Лондона — Мэншн-Хаусе. Официальные власти Великобритании поспешили опровергнуть заявление адмирала, но в британскую прессу уже просочились новости относительно испытаний ракет на борту экспериментального ракетного корабля сопровождения авианосцев «Джирдлнесс».

## Задействованные структуры
В разработке и производстве ракетных комплексов и сопутствующего оборудования было задействовано множество малых предприятий-субподрядчиков и ряд крупных компаний-подрядчиков, таких как:
- Ракетный комплекс в целом — Hawker Siddeley Dynamics (Whitworth Gloster Aircraft Ltd[англ.]);
- Ракета — Armstrong Whitworth, Aircraft Division (с марта 1949);
- Двигатель — Imperial Chemical Industries Ltd;
- Система наведения — Sperry Gyroscope Co. Ltd. (с марта 1949) → English Electric Co. Ltd → General Electric Co., Ltd.;
- Система управления полётом — G.E.C. Turbine Generators Ltd[англ.] (с сентября 1949);
- Электронная и электротехническая аппаратура — E.M.I. Engineering Development Ltd.
- Вспомогательное оборудование, узлы и агрегаты — Sir George Godfrey and Partners; McMichael Radio Ltd.; Metropolitan Vickers Ltd.[англ.]; The John Thompson Conveyor Co. Ltd.; Vickers-Armstrongs Ltd.

## Конструкция
ЗУР «Си слаг» имела необычную компоновку. Четыре твердотопливных ускорителя Gosling разработанных PERME и изготавливавшихся Bristol Aerojet, были закреплены вокруг корпуса ракеты в её носовой части, каждый из них имел длину 3,35 м, диаметр 28,1 см, массу 223,7 кг и развивал тягу 111,2 кН. Сопла ускорителей устанавливались под углом в 45 градусов от продольной оси ракеты, чтобы воздействие реактивной струи не повредило её. Такая компоновка упрощала процесс стабилизации ракеты на стартовом участке полёта, когда ракета не имеет высокой скорости — ракета взлетала в «тянущей» конфигурации, вращаясь вокруг своей оси и не нуждалась в аэродинамических стабилизаторах большой площади.
Маршевый двигатель ракеты был твердотопливным. Первоначально, фирма рассматривала параллельно твердотопливную и жидкотопливную версию ракеты, но после сосредоточила свои усилия на твердотопливной, используя жидкотопливные только в качестве прототипов. Стабилизация «Sea Slug» в полёте осуществлялась с помощью неподвижных крыльев, Х-образно расположенных на центральной части корпуса, а управление в полёте — за счет поворотных рулей в хвостовой части. Радиус действия ракеты в первых модификациях составлял до 27 км.
Управление ракетой осуществлялось «по лучу». РЛС Type 901 непрерывного излучения генерировала узкий вращающийся луч, направленный на цель, и ракета двигалась по линии, вокруг которой вращался луч. Если ракета отклонялась от курса, она начинала пересекать трассу вращающегося луча и её аппаратура вырабатывала сигнал рассогласования для рулевых машинок, возвращающий ракету на курс. Подобная система была сравнительно проста в реализации, весьма устойчива к помехам, но имела и ряд существенных недостатков: уменьшение точности на большой дистанции из-за расширения луча РЛС и неприменимость на малых высотах из-за переотражений вращающегося луча от поверхности воды.
Существовали три режима применения «Sea Slug»:
- LOSBR (англ. Line Of Sight, Beam Riding — наведение по лучу в пределах видимости) — в этом режиме ракета просто двигалась по оси вращения луча, который направлял её к цели.
- CASWTD (англ. Constant Angle of Sight With Terminal Dive — постоянный угол прицеливания с последующим пикированием) — предназначался для поражения низколетящих целей. Ракета двигалась, поднимаясь вверх под небольшим углом, и в конце своей траектории луч направлял её в крутое пике прямо на пролетающую под ней цель.
- MICAWBER (англ. Missile In Constant Altitude While BEam Riding — наведение по лучу на постоянной высоте) — режим, аналогичный CASWTD, но вместо падения на цель, ракета переходила в пологий горизонтальный полёт. Предназначался для использования против надводных кораблей. Этот метод наведения страдал от проблем, связанных с отражением вращающегося луча радара от поверхности воды.

Боевая часть ракеты приводилась в действие радиолокационным детонатором. Возможен также был подрыв ракеты по команде системы управления. Так как радиовзрыватель оказался ненадёжен и чувствителен к помехам, вторая версия была оснащена инфракрасным детонатором, реагировавшим на тепло двигателя цели (или разогретые трением о воздух крылья). Ударного детонатора ракета не имела.
Несмотря на очевидно неуклюжую конструкцию, британские моряки оценивали «Sea Slug» очень высоко и считали, что вероятность поражения цели ракетой в идеальных условиях составляла 92 % — выше, чем у любого современного ей зенитного ракетного комплекса.

## Модификации
Mark 1 (GWS.1) — базовый вариант ракеты с твердотопливным двигателем Foxhound, имевший длину 2,74 м, диаметр 40,6 см и массу 571,7 кг. Снаряжалась осколочно-фугасной боевой частью. Принята на вооружение в 1961 году.
Mark 2 (GWS.2) — усовершенствованная версия ракеты. Была полностью изменена двигательная установка: стартовые ускорители заменены на более мощные, типа Retriever, разработанные SRS и производившиеся Bristol Aerojet (отличались от Gosling топливом и сопловым блоком), а маршевый двигатель — на двигатель Deerhound тех же компаний. Радиус действия ЗУР возрос до 32 км и почти вдвое увеличилась скорость полёта. Снаряжалась непрерывно-стержневой боевой частью, при детонации раскладывающейся в кольцо стального прута диаметром до 22 метров. Была принята на вооружение в 1965 году.
Blue Slug — нереализованный проект противокорабельной ракеты на базе «Sea Slug» с меньшей скоростью, но утяжелённой боевой частью (БЧ). Проект был прекращён с целью концентрации усилий разработчика на основном варианте «Sea Slug». Длина ПКР — 6,1 м, дальность действия — 24 км.
Атомный Sea Slug — проект зенитной ракеты на базе «Sea Slug» с ядерной боевой частью. В качестве таковой рассматривалось несколько видов БЧ, но в итоге была выбрана американская W44 (производившаяся в Великобритании по лицензии под обозначением Tony). Ракета предназначалась для эффективного поражения скоростных высоколетящих целей, вроде сверхзвуковых крылатых ракет. Не была принята на вооружение по финансовым причинам.

## Тактико-технические характеристики
| ТТХ                        | Sea Slug Mk.1                                  | Sea Slug Mk.2                                                               |
| -------------------------- | ---------------------------------------------- | --------------------------------------------------------------------------- |
| Год принятия на вооружение | 1961                                           | 1965                                                                        |
| Длина, м                   | 6 (5,94)                                       | 6,1                                                                         |
| Размах крыльев, м          | 1,44                                           | 1,44                                                                        |
| Размах рулей, м            | 1,6                                            | 1,6                                                                         |
| Диаметр, м                 | 0,42                                           | 0,41                                                                        |
| Полная масса, кг           | 2080                                           | 2384 (1996)                                                                 |
| Масса без ускорителей, кг  |                                                | 898                                                                         |
| Скорость полета, число М   | 0,95                                           | 1,8 (1,85)                                                                  |
| Максимальная дальность, км | 27,4                                           | 32                                                                          |
| Высота поражаемых целей, м | 16,8                                           | 19,8                                                                        |
| ДУ                         | стартовый РДТТ — «Gosling» маршевый ЖРД «NK.1» | стартовый РДТТ — «Retriever» маршевый РДТТ «Foxhound» (позднее «Deerhound») |
| Боевая часть               | осколочно-фугасная, ~91 кг                     | осколочно-фугасная, ~91 кг                                                  |
| Система управления         | по радиолучу (т. н. «осёдланный луч»)          | по радиолучу (т. н. «осёдланный луч»)                                       |

## Пусковой комплекс
Каждый корабль с комплексом «Sea Slug» имел одну спаренную пусковую установку и один радар целеуказания Type 901, что означало, что одновременно может быть атакована только одна цель (хотя и двумя ракетами). Зенитный комплекс «Sea Slug» представлял собой интегральный компонент конструкции корабля. Чтобы гарантировать устойчивость к поражающим факторам ядерного взрыва, арсенал ракет располагался в центральной части корпуса. Ракеты подавались к пусковой по длинному коридору(длиной в половину длины корабля), разделенному на секции взрывозащитными дверями.
Ракеты хранились на стеллажах, запакованные в амортизационные транспортные рампы. Крылья и стабилизаторы хранились отдельно. При помощи транспортных тележек, ракеты перемещались из находившегося в глубине корабля арсенала в секцию предстартовой подготовки, и оттуда (после сборки и проверки) в магазин хранения готовых к запуску ракет, размещавшийся перед самой пусковой. Подача ракет на пусковую осуществлялась с помощью гидравлического приспособления.
Спаренная пусковая установка имела необычную конструкцию, так как была рассчитана на хранение двух полностью снаряженных ракет внутри установки. Фактически, пусковая представляла собой решетчатый каркас, внутри которого на направляющих закреплялась ракета. Первоначально, пусковые установки должны были быть строенными (именно строенная пусковая установка проходила испытания на корабле RFA Girdle Ness), но в итоге было решено, что перезарядка таковой отнимает слишком много времени, и что двухракетный залп гарантирует уничтожение любой цели.
Рассматривались также планы установки комплекса «Sea Slug» на легкие авианосцы (которые предполагалось перестроить в ракетонесущие вертолетоносцы) и постройка ракетных крейсеров, имевших по две пусковые установки и два радара, но из-за отсутствия средств они так и остались нереализованными.

## Носители
Единственными носителями ЗРК «Sea Slug» были эскадренные миноносцы типа «Каунти» британской постройки (всего было построено 8 кораблей). В середине 1980-х годов часть этих эсминцев была продана Чили. Данные по эксплуатации ЗРК «Sea Slug» на эсминцах типа «Каунти» представлены в таблице.
| Корабли                                                                  | Водоиз- мещение, т | Кол-во ячеек на кормовой ПУ | Дата вступления в состав флота                             | Дата списания                    | Дата демонтажа ЗРК «Sea Slug» | Примечание |
| Великобритания                                                           | Великобритания     | Великобритания              | Великобритания                                             | Великобритания                   | Великобритания                | Великобритания |
| ------------------------------------------------------------------------ | ------------------ | --------------------------- | ---------------------------------------------------------- | -------------------------------- | ----------------------------- | --- |
| Эсминцы типа «Каунти» (серия 1)                                          |                    |                             |                                                            |                                  |                               | |
| HMS Devonshire (D02) HMS Hampshire (D06) HMS London (D16) HMS Kent (D12) | 6200               | 2                           | 15 ноября 1962 15 марта 1963 4 ноября 1963 15 августа 1963 | 1978 1976 декабрь 1981 лето 1980 |                               | |
| Эсминцы типа «Каунти» (серия 2)                                          |                    |                             |                                                            |                                  |                               | |
| HMS Fife (D20) HMS Glamorgan (D19) HMS Antrim (D18) HMS Norfolk (D21)    | 6200               | 2                           | 21 июня 1966 11 октября 1966 14 июля 1970 7 марта 1970     | июнь 1987 1986 1984 1981         | июнь 1986 — —                 | 12 августа 1987 г. продан Чили В сентябре 1986 г. продан Чили 22 июня 1984 г. продан Чили 6 апреля 1982 г. продан Чили |
| Чили                                                                     |                    |                             |                                                            |                                  |                               | |
| Эсминцы типа «Каунти» (серия 2)                                          |                    |                             |                                                            |                                  |                               | |
| Almirante Latorre                                                        | 6200               | 2                           | 1986                                                       | 1998                             | —                             | ex-HMS Glamorgan (D19)                                                                                                 |
| Almirante Cochrane                                                       | 6200               | 2                           | 1984                                                       | 7 декабря 2006                   | 1994                          | ex-HMS Antrim (D18) |
| Capitán Prat                                                             | 6200               | 2                           | 1982                                                       | 11 августа 2006                  | 2001                          | ex-HMS Norfolk (D21)                                                                                                   |

## Боевое применение
Хотя «Sea Slug» считался устаревшим уже в конце 1960-х и на замену ему был разработан более совершенный ЗРК Sea Dart, тем не менее, ракета к началу Фолклендского Конфликта ещё оставалась на вооружении. В боевой обстановке ракета была запущена по аргентинскому самолёту только один раз, с борта эсминца HMS «Antrim», но промахнулась. Это было неудивительно, учитывая, что «Sea Slug» никогда не создавался для поражения низколетящих целей.
Ещё несколько ракет было выпущено по береговым объектам аргентинцев, включая аэродром Стэнли и его радар. Согласно имеющимся данным, было достигнуто прямое попадание в радарную установку, полностью уничтожившее её.